# Mollisia tenuispora
Mollisia tenuispora är en svampart som beskrevs av Graddon 1990. Mollisia tenuispora ingår i släktet Mollisia och familjen Dermateaceae.   Inga underarter finns listade i Catalogue of Life.